# Phyllomyias
A Phyllomyias a madarak (Aves) osztályának verébalakúak (Passeriformes) rendjébe és a királygébicsfélék (Tyrannidae) családjába tartozó nem. Egyes fajok besorolása vitatott, szakértők egy része a Nesotriccus, a Tyranniscus és a Xanthomyias nembe helyezik őket.

## Rendszerezésük
A nemet Jean Cabanis és Ferdinand Heine német ornitológusok írták le 1859-ben, az alábbi fajok tartoznak ide:
- Phyllomyias ridgwayi[1] vagy Nesotriccus ridgwayi[2]
- Phyllomyias weedeni[1]
- Phyllomyias fasciatus
- Phyllomyias griseiceps
- Phyllomyias griseocapilla
- Phyllomyias burmeisteri[2] vagy Tyranniscus burmeisteri[1]
- Phyllomyias nigrocapillus[2] vagy Tyranniscus nigrocapillus[1]
- Phyllomyias cinereiceps[2]	vagy Tyranniscus cinereiceps[1]
- Phyllomyias uropygialis[2] vagy Tyranniscus uropygialis[1]
- Phyllomyias virescens[2] vagy Xanthomyias virescens[1]
- Phyllomyias reiseri[2] vagy Xanthomyias reiseri[1]
- Phyllomyias urichi[2] vagy Xanthomyias urichi[1]
- Phyllomyias sclateri[2] vagy Xanthomyias sclateri[1]
- Phyllomyias plumbeiceps[2] vagy Xanthomyias plumbeiceps[1]

## Előfordulásuk
Közép-Amerika és Dél-Amerika területén honosak. Természetes élőhelyeik a szubtrópusi és trópusi esőerdők és száraz erdők, valamint emberi környezet.

## Megjelenésük
Testhosszuk 10-12 centiméter körüli. Tollazatuk felül zöldes, alul sárgás vagy fehér.